# Anton Mensching (Pastor, 1641)
Anton Mensching (auch: Anthon Mensching; * 1641 in Apelern; † 4. November 1686 in Hannover) war ein deutscher evangelischer Pastor und Autor.

## Leben
Der 1641 in der vormaligen Grafschaft Schaumburg geborene Anton Mensching war Sohn des in Apelern tätigen Pastors Conrad Mensching (1605–1668) und Enkel des Theologen, Hochschullehrers und ebenfalls in Apelern als Pastor wirkenden gleichnamigen Anton Mensching (1580–1640).
Anton Mensching wirkte als Prediger erstmals ab 1668 in seiner Heimatstadt „Aplern“. 1680 wurde er Prediger an der Aegidienkirche in Hannover, wo er rund 6 Jahre später in der Mitte seines vierten Lebensjahrzehnts starb.
Von Mensching hat sich eine 1682 bei dem Fürstlich Braunschweig-Lüneburgischen Hofbuchdrucker Georg Friedrich Grimm gedruckte Leichenpredigt für den praktischen Arzt und Stadtphysicus Christian Bußmann erhalten.
Mensching war in erster Ehe seit 1604 verheiratet mit Magdalene Kropp († 1626), Tochter des Bürgermeisters Henrich Kropp zu Stadthagen, in zweiter, kinderloser Ehe seit 1628 mit Engel Vordemann. Menschings Sohn Conrad Mensching (1605–1668) war ebenfalls Pfarrer in Apelern, sein Sohn Julius Mensching Pastor in Backe (?) im Hannoverschen. Die Tochter Anna Magdalena (1614–1679) heiratete den Superintendenten Hermann Elert aus Stadthagen (1606–1672). Für seinen Sohn Gerhard Mensching († 14. August 1683 in Hannover) wurde ein Epitaph an der Wand der Aegidienkirche installiert.

## Schriften
- Christliche Leichpredigt / Aus Phil. III. v. 20. 21. Unser Wandel ist im Himmel / &c. Bey ansehnlicher Leich-Begängniß Des … Christiani Bußmann / Der Med: weitberühmten Doct: und Practici, auch … Physici der Stadt Hannover. Als derselbe am 29. Novembr. des 1681 Jahrs / sein … Leben … beschlossen / und am 15. Decemb. … beygesetzet wurde. Gehalten und … zum Druck übergeben von M. Anthon Mensching, Digitalisat über die Staats- und Universitätsbibliothek Göttingen